# Durón
Pour les articles homonymes, voir Duron (homonymie).
Durón est une commune d'Espagne de la province de Guadalajara dans la communauté autonome de Castille-La Manche.